# برخاسته (فیلم ۲۰۱۶)
برخاسته (انگلیسی: Risen) فیلمی در ژانر درام به کارگردانی کوین رینولدز است که در سال ۲۰۱۶ منتشر شد. از بازیگران آن می‌توان به جوزف فینز، تام فلتون، پیتر فرث و کلیف کرتیس اشاره کرد.